# Флаг Синявинского городского поселения
Флаг муниципального образования Синя́винское городское поселение Кировского муниципального района Ленинградской области Российской Федерации — опознавательно-правовой знак, служащий официальным символом муниципального образования.
Флаг утверждён 15 сентября 2008 года и внесён в Государственный геральдический регистр Российской Федерации с присвоением регистрационного номера 4373.

## Описание
«Флаг муниципального образования Синявинское городское поселение муниципального образования Кировский муниципальный район Ленинградской области представляет собой прямоугольное полотнище с отношением ширины флага к длине 2:3, воспроизводящее композицию герба МО Синявинское городское поселение в красном, белом и жёлтых цветах».
Геральдическое описание герба гласит: «В серебряном поле вписанный червлёный (красный) крест; поверх всего — два золотых меча в украшенных чернью ножнах, накрест, рукоятями вверх; поверх всего — золотой русский шлем».

## Символика
Червлёный крест напоминает о часовне Святого Георгия в посёлке Синявино-1. Святой Георгий издавна на Руси считался покровителем русского войска.
Русский воинский шлем и мечи в ножнах — напоминание о ожесточенных боях в годы Великой Отечественной войны в ходе героической эпопеи обороны Ленинграда. Многие страницы в истории битвы за Ленинград связаны с Синявинскими высотами — возвышенностью до 50 м над уровнем моря в Южном Приладожье. В Некрополе Синявинских высот покоится более 15 тысяч советских солдат и офицеров, павших в боях за высоты с 1941 по 1944 годы.
Красный цвет — право, мужество, самоотверженность, любовь, храбрость, неустрашимость. Символ труда, жизнеутверждающей силы, праздника, красоты, солнце и тепла.
Белый цвет (серебро) — чистота помыслов, правдивость, невинность, благородство, откровенность, непорочность, надежда.
Жёлтый цвет (золото) — могущество, сила, постоянство, знатность, справедливость, верность.